# Belma
Бидгощський електромеханічний завод «Belma» (пол. Bydgoskie Zakłady Elektromechaniczne „Belma” S.A.)  — польське підприємство електромеханічної та оборонної промисловості розташоване в Бидгощі (Fabryka Sygnałów Kolejowych 1898—1954), з 1954 року в Білих Блотах, поблизу Бидгощі.

## Продукція
Компанія займається переважно спеціальним виробництвом у сфері протитанкових мін, детонаторів, мінометів і міношукачів. Цивільне виробництво включає, серед іншого: електрообладнання для гірничо-хімічної промисловості, вибухозахищене обладнання та надає послуги в галузі металообробки та обробки пластмас для промисловості (обробна, гальванічна, вимірювальна). Вибухозахищений електричний апарат включає, серед іншого, муфти та з'єднувачі, кнопки керування дистанційним керуванням електроприладами, розподільними коробками, ручними та контактними вимикачами, кінцевими вимикачами, електропневматичними розподільниками тощо. Багато з цих пристроїв є результатом наших власних інноваційних дизайнерських рішень, захищених патентами.
У компанії є, серед інших сертифікати: ISO 9001: 2009 та AQAP 2110: 2009 Військово-технологічного університету та кафедри якості та систем управління.

## Історія

### Прусський період
Початок компанії сягає 1868 року, коли Карл Фібрандт заснував слюсарну майстерню в Бидгощі на вулиці Дворцовій, 11. Спочатку воно займалося ремонтом і виготовленням сільськогосподарської техніки, а з 1870-х років переважно виробництвом засобів безпеки залізничного руху. У 1875 р. майстерня була перенесена в передмістя Околе на вул. Грюнвальдська 3, де він перетворився на фабрику, яка в 1898 році стала товариством з обмеженою відповідальністю. Одним з акціонерів була німецька компанія Siemens und Halske. До 1901 року управління перебувало в руках Карла Фібрандта, а пізніше фабрикою керували урядові будівельні ради: Баум і Боте. Завдяки ліцензіям по всій Німецькій імперії були виготовлені установочні пристрої та блокади для державних залізниць. Це було перше велике електротехнічне підприємство в Бидгощі, пов'язане з машинобудівною промисловістю, на якому працювало близько 150 осіб.

### ПеріодПольської Народної Республіки
30 січня 1945 р. розпочалася реєстрація працівників, які претендували на роботу. До роботи долучилося 220 осіб. На замовлення радянських військових органів було розпочато виробництво штампів для ремонту мостів. У квітні 1945 року обладнання заводу як постнімецьке майно було призначено для вивезення в СРСР, а завод окупували радянські війська. У результаті повстання персоналу (27 квітня) і наполегливих інтервенцій польської влади 7 травня було домовлено, що на заводі залишиться 116 машин, а 70 будуть вивезені. В результаті чергового втручання представника Економічної місії СРСР у Варшаві 22 травня було отримано рішення про залишення всього майна заводу. У червні 1945 року потяг з машинами повернули з шляху в СРСР. З 7 червня фабрика знову розпочала роботу, але деякі її відділи були закриті до жовтня 1945 р. На початок 1948 р. на підприємстві працювало 545 осіб.

### ПеріодРеспу́бліки По́льща
У 1987 році почалося розширення заводу з метою збільшення спеціального виробництва для армії. У 1989 році, коли в Польщі відбувся політичний прорив, інвестиції були завершені приблизно на 50 %. Відсутність коштів для завершення інвестиції, різке підвищення процентних ставок за кредитами, блокування платежів, втрата існуючих одержувачів у країні та за кордоном (СРСР, Чехословаччина, Східна Німеччина) спричинили потрапляння заводу в боргову спіраль. Програма оздоровлення передбачала скорочення зайнятості вдвічі (з 1450 до 800 осіб), зменшення соціальних видатків, призупинення внесків на соціальне страхування, концентрацію виробництва в одному місці — на вул. Лоховська, призупинення інвестицій, продаж частини майна (центр громади, готель для персоналу, центр у Пшиєз'єже). У 1992 році фінансові проблеми були подолані. 25 серпня 1994 року завод було перетворено в акціонерне товариство Держказначейства, а в 1995 році було підписано договір з «Fiat Auto Poland» на постачання аудіосигналів на автомобілі. У 1998 р. близько 30 % структури продажів складали: вибухозахищена техніка та військова продукція, при цьому частка експорту в продажах становила 25 %.
У 2009 році 85 % акцій Компанії було внесено до групи Bumar, а решта 15 % були доступні співробітникам. У 2011 році компанія увійшла до групи Bumar Amunicja, одного з чотирьох окремих підрозділів польського збройового концерну Bumar.